# Институт польского языка ПАН
Институт польского языка ПАН (пол. Instytut Języka Polskiego PAN) — научно-исследовательский институт Польской академии наук, изучающий польский язык во всех его аспектах. Институт находится в Кракове, Польша.

## История
Институт польского языка был образован в 1973 году как научно-исследовательский институт Польской академии наук. Институт объединил сообщество польских исследователей и учёных, занимавшихся польской диалектологией, ономастикой, историей, описательной грамматикой и изучением явлений, связанных с современным польским языком. В основном это были учёные из Варшавы и Кракова, действовавшие в рамках образованной в 1952 году Польской академии наук.

## Деятельность
В Кракове располагается дирекция института и действуют следующие кафедры:
- кафедра польской диалектологии;
- кафедра польского языка с двумя отделениями старопольского языка и исторической семантики;
- кафедра ономастики с антропономистическим и топономистическим отделениями;
- кафедра современного польского языка и его теории с тремя отделениями методологии грамматики, Большого словаря польского языка и социолингвистики;
- лаборатория географической лингвистики;
- лаборатория средневекового латинского языка.

В Варшаве действуют следующие кафедры института:
- кафедра лингвистики с тремя отделениями истории польского языка XVII—XVIII вв., Словаря Мазовецкого диалекта, диалектов Вармии и Мазурии и лаборатория языка.
- лаборатория польского языка Восточных Кресов.

Институт располагает собственными научной библиотекой и типографией. Научный совет института имеет право присуждать научные степени доктора наук и хабилитированного доктора в области языкознания.
Институт занимается издательской деятельностью, выпуская научные периодические книжные серии Prace Instytutu Języka Polskiego PAN, Studia dialektologiczne, Studia gramatyczne, Studia historyczno-językowe, Nowe studia leksykograficzne, Współczesny język polski, Polskie słownictwo kresowe и научные журналы Polonica, Socjolingwistyka, Studies in Polish Linguistics.